# Xeneichthys
Xeneichthys è un genere estinto di pesci ossei teleostei, appartenente alla famiglia †Xeneichthyidae e vissuto durante l’Albiano (Cretaceo inferiore) in quello che oggi è il Messico centrale. L’unica specie conosciuta è Xeneichthys yanesi, rinvenuta nella Cava di Muhi, Stato di Hidalgo.

## Etimologia
Il nome generico Xeneichthys deriva dalla parola in lingua otomí Xene (“bocca grande”) e dal greco antico ichthys (“pesce”), con riferimento alla morfologia del cranio e della mandibola.

## Descrizione
Xeneichthys yanesi era un teleosteo di medie dimensioni, lungo fino a circa 20 centimetri. Presentava una testa caratteristica con mandibola prominente e profilo cranico lievemente concavo superiormente. Questo pesce annovera alcune autapomorfie:
- Allungamento dorsoventrale e restringimento di ossa craniche (infraorbitali 2 e 3, preopercolo, opercolo e cleitro)
- Assenza di infraorbitale 5, interopercolo, cintura pelvica e pinne pelviche
- Presenza di un urostyle allungato e un'estensione membranosa (stegural) sul primo uroneurale

Xeneichthys si distingue anche per una combinazione delle seguenti caratteristiche: 
- Scaglie cicloidi e ctenoidi sui fianchi
- Pinna anale molto lunga (fino a 18 pterigiopori), originante a metà corpo
- Pinna dorsale posizionata posteriormente rispetto all’anale
- Presenza di 45–47 vertebre ben scolpite
- Pinna caudale omocerca profondamente forcuta
- Denti conici multipli, indicativi di alimentazione predatoria

Il corpo era slanciato, con pinne pettorali basse e pinne pelviche assenti, suggerendo uno stile di vita da nuotatore attivo nella parte superiore della colonna d'acqua. La morfologia ricorda quella del moderno Megalops.

## Classificazione
Xeneichthys è stato descritto per la prima volta nel 2024. Questo genere è stato assegnato alla nuova famiglia †Xeneichthyidae, collocata in Euteleosteomorpha incertae sedis, a causa della combinazione di caratteri morfologici unici e l’assenza di tratti diagnostici che lo leghino chiaramente a famiglie esistenti.

## Paleoecologia
I resti fossili di Xeneichthys yanesi sono tra i più abbondanti nella fauna della Cava di Muhi, accanto a specie come Enchodus zimapanensis, Heckelichthys preopercularis e i membri della famiglia Pseudomonocentrididae. Sono stati ritrovati esemplari in vari stadi di crescita, suggerendo una vera paleocomunità piuttosto che resti alloctoni.
L’ambiente deposizionale era probabilmente una piattaforma esterna in acque calde, parte della Tetide occidentale, con una comunità mista autoctona e parautoctona.
L’anatomia della mascella e i denti suggeriscono che Xeneichthys fosse un suction feeder, probabilmente un predatore che si alimentava di piccoli pesci o invertebrati pelagici.